# Oskar Eckholt
Oskar Eckholt (* 4. November 1894 in Essen-Freisenbruch; † 12. August 1982 in Bielefeld-Theesen) war ein deutscher Generalmajor der Wehrmacht im Zweiten Weltkrieg.

## Leben

### Erster Weltkrieg
Eckholt trat am 9. März 1914 als Offiziersanwärter in das Thüringische Fußartillerie-Regiment Nr. 18 ein, bei dem er am 1. August 1914 zum Fahnenjunker-Unteroffizier befördert wurde und mit dem er wenige Tage danach an die Westfront ging. Am 4. Dezember 1914 wurde er zum Fähnrich und am 3. Februar 1915 zum Leutnant befördert; in dieser Zeit diente er zweimal kurzzeitig beim Stab des Regiments (11. bis 15. August und 23. August bis 22. Oktober 1914), um die notwendige Offiziersausbildung zu erhalten. Vom 4. April 1915 bis 5. April 1916 war er Zugführer im Reserve-Fußartillerie-Regiment Nr. 18. Von Mai bis August 1916 diente er in schneller Folge wechselnd beim Landwehr-Infanterie-Regiment Nr. 38, war zur Feldfliegerabteilung 55 kommandiert und kam schließlich als Bildoffizier zum Stab der 14. Landwehr-Division. Im November und Dezember 1916 war er stellvertretender Batteriechef im Reserve-Fußartillerie-Regiment Nr. 18. Im August und September 1917 befehligte er kurzzeitig eine Batterie im Fußartillerie-Regiment Nr. 22. Am 18. Oktober 1918 erfolgte seine Beförderung zum Oberleutnant. Nach Kriegsende wurde er am 13. Dezember 1918 zur Ersatz-Abteilung des Fußartillerie-Regiments Nr. 18 versetzt und dann am 28. Februar 1919 aus dem Heer verabschiedet. Er wurde im Krieg mit dem Eisernen Kreuz II. und I. Klasse ausgezeichnet.

### Wehrmacht und Zweiter Weltkrieg
Im April 1934 wurde Eckholt zu einem Lehrgang beim Ausbildungsstab der Infanterie auf dem Truppenübungsplatz Döberitz einberufen, dann am 1. September 1934 mit dem Dienstgrad Hauptmann in die Reichswehr übernommen und dem Stab des Artillerie-Regiments 6 in Minden zugeteilt. Am 1. Oktober 1934 wurde er im gleichen Regiment Batteriechef, am 6. Oktober 1936 Batteriechef im Artillerie-Regiment 26. Am 1. Januar 1938 erfolgte seine Beförderung zum Major und am 1. November des gleichen Jahres seine Ernennung zum Kommandeur der IV. Abteilung des Artillerie-Regiments 211, die am 1. Januar 1940, als IV. Abteilung an das Artillerie-Regiment 236 abgegeben wurde. Er wurde am 1. März 1941 zum Oberstleutnant befördert, am 1. Januar 1942 zum Kommandeur der IV. Abteilung des Artillerie-Regiments 251 ernannt, am 18. Mai 1942 mit dem Deutschen Kreuz in Gold ausgezeichnet, und am 1. September 1942 zum Oberst befördert. Am 1. Februar 1943 wurde er Kommandeur des Artillerie-Regiments 178 bei der 78. Sturm-Division, und am 9. April 1943 wurde er mit dem Ritterkreuz des Eisernen Kreuzes ausgezeichnet.
Am 1. November 1943 wurde er in die Führerreserve des OKH versetzt, wo er vom 16. November bis 14. Dezember am 8. Divisionsführer-Lehrgang teilnahm. Am 18. Dezember 1943 wurde er zur Heeresgruppe Mitte versetzt, wo er am 5. Januar 1944 in den Stab der 291. Infanterie-Division wechselte und zehn Tage später als Nachfolger von Generalleutnant Werner Goeritz die Führung dieser Division übernahm. Am 25. März 1944 wurde seine Division, Teil des LIX. Armeekorps (General der Infanterie Kurt von der Chevallerie), mit der gesamten 1. Panzerarmee unter General der Panzertruppe Hans-Valentin Hube bei Kamjanez-Podilskyj in der südwestlichen Ukraine von sowjetischen Truppen eingeschlossen. Hubes Armee konnte sich dann aber bis zum 6. April in der Kesselschlacht von Kamenez-Podolski mit etwa 200.000 Mann in einem wandernden Kessel aus der Umklammerung befreien. Während dieses Ausbruchskampfes wurde Eckholt am 1. April zum Generalmajor befördert und gleichzeitig zum Kommandeur der Division ernannt. Seine Division wurde dann nordöstlich von Lemberg wieder in die Abwehrfront eingegliedert. Am 12. Juli 1944 wurde Eckholt, unmittelbar vor dem Beginn der sowjetischen Lwiw-Sandomierz-Operation, bei Lopatyn so schwer verwundet, dass er den Rest des Krieges, in die Führerreserve versetzt, in verschiedenen Lazaretten verbrachte. Er kam im Mai 1945 im Lazarett in Heiligenstadt (Thüringen) in amerikanische Gefangenschaft, aus der er am 23. Mai 1947 entlassen wurde.